# Эликсир дьявола
«Эликсир дьявола» (нем. Die Elixiere des Teufels, чеш. Elixíry ďábla) — фильм 1973 года совместного производства Чехословакии-ГДР режиссёра Ральфа Кирстена по роману «Эликсиры Сатаны» Э. Т. А. Гофмана.

## Сюжет
Молодой семинарист Франциск торжественно рукоположен в сан священника. Он хочет убежать от мирских невзгод и несправедливости и служить Богу в тишине монастыря. Он также хочет забыть о прекрасной дворянке Аурелии, которую он спас, когда она тонула, и с которой провел ночь любви. Он понял, что ее отец-барон никогда не даст согласия на брак.
Однако в судьбу Франциска вмешивается Дьявол, одетый в монашескую рясу — монастырский брат по имени Викторин, который хочет совратить его на путь зла. Франциск поддаётся искушению отведать хранящийся в монастыре дьявольский эликсир, который пробуждает в нём низменные страсти…
Его молодого священника изгоняют из монастыря. Молодой человек снова встречает Аурелию и счастлив с ней.
Викторин готовит для него новые ловушки вместе с мачехой Аурелии баронессой Эуфемией, которая обвиняет Францишека в убийстве её мужа.
Францишека бежит к кукольнику Белкампу, у которого нашёл приют когда скитался.
Викторин под предлогом встречи с Аурелией заманивает Францишека на бал-маскарад, где его обнаруживает Эуфемия, и его арестовывают.
Церковь не хочет, чтобы ее члена судил светский суд, поэтому они заточают Франциску в монастырь.
Здесь епископ раскрывает молодому человеку его происхождение — он сын аббатисы и Белькампа.
Епископ настаивает, чтобы Аурелия тоже ушла в монастырь, Францишек понимает, что это ради получения церковью имущества убитого Эуфемией барона.
Францишек хочет разоблачить заговор церкви, но его убивают. Аурелия отправляется к Белкампу, чтобы поднять народ против церкви и баронов.

## В ролях
- Бенжамин Бессон — Франциск
- Ярослава Шаллерова — Аурелия
- Анджей Копичиньский — Викторин
- Милена Дворска — Эуфемия
- Майя Коморовская — настоятельница монастыря
- Фред Дюрен — Белькампо
- Кшиштоф Хамец — епископ
- Норберт Кристиан — монах Цирилль
- Радован Лукавский — барон фон Вальдштеттен, отец Аурелии
- Юрген Клукерт — Хермоген, брат Аурелии
- Эдмунд Феттинг — судья
- Петер Доммиш — герцог
- Герхард Бинерт — Леонард, настоятель монастыря
- Ангела Бруннер — хозяйка
- Зденка Бурдова — горничная

## Съёмки
Съёмки велись, в частности, в Дрездене, Гёрлице и Магдебургском соборе.

## Критика
Современная критика назвала фильм «странно непоследовательным…», но при этом забавным и заслуживающим внимания с точки зрения оформления, ретроспективно отмечается, что режиссёр «не смог разрешить противоречие между драматургической рационализацией и иррациональной фантастикой как основой сюжета».